# انرژی هیدروژن

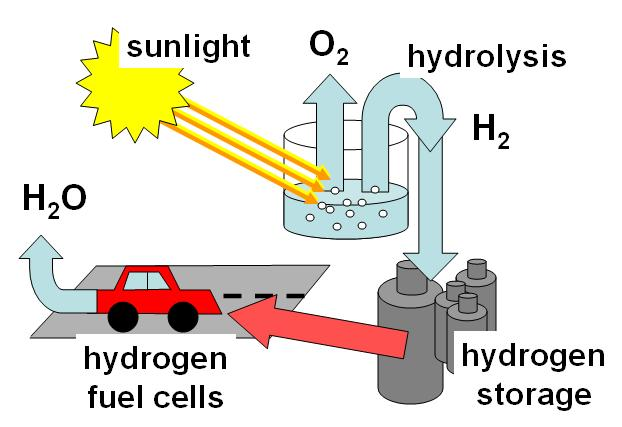
چرخه تولید برق از هیدوژن

انرژی هیدروژن ترکیب تکنولوژیکی (فنی) انرژی‌های تجدید پذیر و هیدروژن به عنوان مکانیزم ذخیره یک منبع انرژی پاک و پایدار به حساب می‌آید. پیش‌بینی می‌شود سلول سوختی در قرن ۲۱ برای نقل و انتقال انرژی مورد استفاده قرار گیرد.
تصور کنید که یک سوخت حرارتی آنقدر پاکیزه باشد که وقتی در اجاق خانه شما می‌سوزد نیازی به دودکش نداشته باشد. سوخت موتور یک وسیله نقلیه را در نظر بگیرید که آنقدر تمیز می‌سوزد که آب خارج شده از موتور آن قابل مصرف است. یک دستگاه ذخیره انرژی را در نظر بگیرید که آلودگی ایجاد نمی‌کند و گاز گلخانه‌ای، باران اسیدی و اثرات خورندگی شیمیایی ایجاد نکرده و هیچ دودی به صورت رد پا بر جای نمی‌گذارد، هیچگونه پسماند رادیواکتیوی ندارد و در عمل از هیچ منبع سوخت طبیعی استفاده نمی‌کند.

## تاریخچه
در تاریخ گذشته، به نقل از کیمیاگرانی چون هوشتانه اینگونه آورده‌اند: «برای مثال، فتیلهٔ چراغ نمی‌تواند نوری بدهد مگر آنکه درونش روغن باشد. بر همین مبنا، ترکیب آتش و آب در شکلی مشخص از آن‌ها، نه تنها موجب خنثی کردن یکدیگر توسط آن‌ها نخواهد شد، بلکه باعث می‌شود هر دوی آن‌ها نور بیشتری تولید کنند.» اگر بر این گفته دقیق شویم، در می‌یابیم که اگر هیدروژن و اکسیژن که اتم‌های سازندهٔ آب هستند را از یکدیگر جدا کنیم، هنگامی که هیدروژن و اکسیژن و آتش در کنار هم قرار بگیرند، به جای خنثی کردن آتش، واکنش نشان داده و از خود نور ساطع خواهند کرد.

## هیدروژن و منابع انرژی آینده
امروزه، هیدروژن عمدتاً در تولید آمونیاک، پالایش نفت و ساخت متانول مورد استفاده قرار می‌گیرد. از هیدروژن در برنامه فضایی ناسا، به عنوان سوخت در سفینه‌های فضایی و در پیل‌های سوختی که گرما، برق و آب آشامیدنی برای فضانورد تولید می‌کنند نیز استفاده می‌شود. پیل‌های سوختی ابزارهایی هستند که هیدروژن را مستقیماً به برق تبدیل می‌کنند. در آینده، می‌توان از هیدروژن به عنوان سوخت خودروها و هواپیماها استفاده نموده و نیز با به‌کارگیری از این عنصر، برق مصرفی خانه‌ها و ادارات را تأمین کرد.
هیدروژن را می‌توان با حرارت دادن مولکول‌های هیدرو کربن، در فرایندی تحت عنوان «تبدیل» هیدروژن به دست آورد. در این فرایند هیدروژن از گاز طبیعی گرفته می‌شود. با استفاده از جریان الکتریکی نیز می‌توان آب را در فرایندی به نام الکترولیز به اجزای سازنده خود یعنی اکسیژن و هیدروژن جداسازی نمود. برخی از جلبک‌ها و باکتری‌ها، از نور خورشید به عنوان منبع انرژی استفاده کرده و تحت شرایط خاصی هیدروژن آزاد می‌کنند.
هیدروژن به عنوان سوخت، انرژی زیادی دارد، در عین حال ماشینی که سوخت آن هیدروژن خالص باشد هیچ آلودگی تولید نمی‌کند. ناسا از دهه ۱۹۷۰، برای به حرکت درآوردن راکت‌ها، و در حال حاضر برای فرستادن سفینه‌های فضایی به مدار زمین، از هیدروژن مایع استفاده می‌کند. پیل‌های دارای سوخت هیدروژن، نیروی لازم سیستم‌های الکتریکی سفینه‌های فضایی را تأمین کرده و محصول جانبی این فرایند، آب خالصی است که توسط سرنشینان خدمه به عنوان آب آشامیدنی مورد استفاده قرار می‌گیرد.
شما می‌توانید پیل سوختی را مانند باتری در نظر بگیرید که می‌توان به‌طور مداوم با اضافه کردن سوخت، آن را شارژ کرد به نحوی که هرگز شارژ آن تمام نشود.
هیدروژن یکی از عناصری است که در سطح زمین به وفور یافت می‌شود. این عنصر در طبیعت به صورت خالص وجود ندارد ولی آن را می‌توان به روش‌های مختلف از سایر عناصر بدست آورد. هیدروژن عمده‌ترین گزینه مطرح به عنوان حامل جدید انرژی است. این ماده در مقایسه با سایر سوخت‌ها می‌تواند با راندمانی بالاتر و احتراق بسیار پاک به سایر اشکال انرژی تبدیل شود.

## ویژگی‌های هیدروژن
از عمده ویژگی‌هایی که هیدروژن را از سایر نمونه‌های مشابه سوختی متفاوت می‌نماید، می‌توان به موارد زیر اشاره کرد:
• مصرف منحصر به فرد، انتشار بسیار نا چیز آلاینده‌ها، برگشت‌پذیر بودن چرخه تولید آن و کاهش اثرات گلخانه‌ای.
• انرژیی هیدروژنی به دلیل استقلال از منابع اولیه انرژی، سیستمی دائمی، پایدار، فنا ناپذیر، فراگیر و تجدید پذیر محسوب می‌شود.
• موتورهای الکتریکی و پیل‌های سوختی جایگزین بسیار مناسبی برای موتورهای احتراقی برای کنترل آلودگی و آلایندگی در شهرها می‌باشند.
• اقتصادی‌ترین سوخت در دراز مدت به منظور استفاده در خودروهای پیل سوختی؛ از پتانسیل بسیار مناسبی بر خوردار است.

## روش‌های تولید هیدروژن
۱. تولید هیدروژن از منابع غیرفسیلی (تجدیدپذیرها)
•فتوالکتروشیمیایی
•مواد بیولوژیکی
•بیوشیمیایی
•ترموشیمیایی
•ترمولیز آب
•رادیولیز آب
•مواد زیست توده
•الکترولیز آب
۲. تولید هیدروژن از منابع فسیلی (تجدیدناپذیرها)
• مبدل گاز طبیعی تبدیل با بخار آب STEAM REFORMER
یکی از روش‌های متداول تولید هیدروژن، تبدیل گاز طبیعی توسط بخار می‌باشد. متان (عنصر اصلی گازطبیعی) در واکنش تعادلی با بخار شرکت می‌کند وحاصل این واکنش، هیدروژنوگاز منوکسیدکربن می‌باشد.
CH4 + H2O → CO + 3H2
•هیدروژن حاصل از زغال سنگ
فر ایندی که در آن زغال سنگ به گاز تبدیل می‌شود را گازی شدن زغال سنگ می‌گویند. برای تولید هیدروژن یاگاز غنی از هیدروژن معمولاً زغال سنگ با استفاده ازاکسیژن خالص(%۹۵>) در درجه حرارت وفشارهای بالا گازی می‌شود.
2C+O2 → 2CO+ Heat
CO + H2O +Heat → CO2 + H2
• مبدل گاز طبیعی تبدیل اوتو ترمال AUTO THERTMAL
روش thermal Auto در تبدیل سوخت بکار می‌رود. بدین گونه که در این فرایند در مشعل راکتور مخلوط آب و اکسیده‌کننده وارد شده و از روی سطح کاتالیست در دمای بالا عبور می‌کند. واکنش‌ها در این فرایند مخلوطی از واکنش‌های گرمازای اکسیداسیون جزئی وگرماگیرتبدیل با بخار آب می‌باشد و در واقع انرژی مورد نیاز واکنش تبدیل با بخار آب توسط واکنش اکسیداسیون جزئی تأمین می‌گردد. از اینرو با تغییر نسبت هوا به سوخت دمای واکنش و در نتیجه دمای راکتورکنترل می‌شود.
• پیرولیز
دیگر روش برای تولید هیدروژن از هیدروکربنها بدین گونه است که با حرارت دادن هیدروکربنها بدون هوا که طی این فرایند، هیدروکربنها شکسته شده و به هیدروژن و کربن جامد تجزیه می‌شوند. از مزایای این فرایند شکست حرارتی این است که هیدروژن با خلوص بالایی تولید می‌گردد و از معایب آن هم وجود کربن جامد است که باید از راکتور خارج شود. بااضافه کردن هوا به راکتور داغ، کربن به صورت دی اکسیدکربن از سیستم خارج می‌شود.

## کاربردهای پیل سوختی

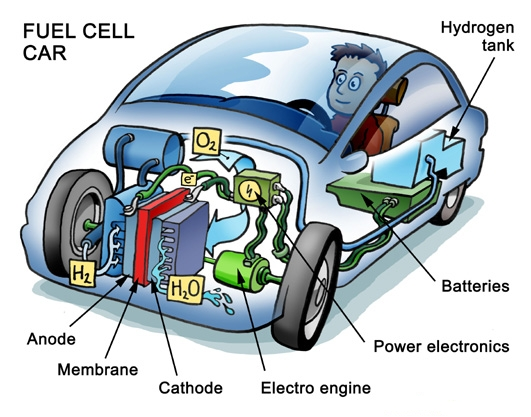
شکل شماتیک سلول سوختی مورد استفاده در اتومبیلها

پیل‌های سوختی یک فن آوری امیدوارکننده هستند که می‌توانند به عنوان منبع گرما و الکتریسیته در ساختمان‌ها، و به عنوان یک منبع توان الکتریکی در وسایل نقلیه مورد استفاده قرار گیرد. شرکت‌های خودروسازی در حال حاضر بر روی ساخت ماشین‌ها و کامیون‌هایی کار می‌کنند که مجهز به پیل‌های سوختی باشند. در پیل سوختی خودروها، یک ابزار الکتروشیمیایی وجود دارد که هیدروژن (ذخیره شده در برد سیستم) و اکسیژن هوا را به الکتریسیته تبدیل کرده، موتور الکتریکی اتومبیل را به حرکت درآورده و توان آن را تأمین می‌کند.
گرچه استفاده از این کاربردهای ایدئال برای هیدروژن خالص، اندکی دور از انتظار به نظر می‌رسد، اما در مقیاس واقعی و نزدیک به آن می‌توان به سوخت‌هایی مانند گاز طبیعی، متانول یا حتی بنزین اشاره کرد. اصلاح این نوع سوخت‌ها برای تولید هیدروژن، امکان استفاده در بسیاری از زیرساخت‌های فعلی انرژی، مانند پمپ بنزین‌ها، لوله‌کشی‌های گاز طبیعی و غیره، را برای ما فراهم می‌کند. این در حالی است که استفاده از سلول‌های سوختی در مرحله بهره‌برداری است.
در آینده، هیدروژن نیز می‌تواند مانند برق به عنوان یک حامل مهم انرژی محسوب شود. حامل انرژی، انرژی را ذخیره و منتقل کرده و آن را به صورت قابل استفاده‌ای در اختیار مصرف‌کنندگان قرار می‌دهد.
برخی از کارشناسان بر این گمان هستند که هیدروژن، در آینده زیرساخت‌های اصلی انرژی را تشکیل داده و جایگزین گاز طبیعی، نفت، زغال سنگ و نیروگاه‌های کنونی برق خواهد شد. آن‌ها بر این باورند که «اقتصاد نوین هیدروژن» می‌تواند جایگزین جریان «اقتصاد مبتنی بر سوخت‌های فسیلی» شود، هر چند که این طرح احتمالاً در آینده‌ای دور عملی خواهد شد.

## انرژی هیدروژن و پیل سوختی
مجموعه‌ای از عوامل مختلف از جمله محدودیت منابع فسیلی، تأثیرات منفی زیست‌محیطی، بهره‌گیری از منابع هیدروکربنی، افزایش قیمت سوختهای فسیلی، منازعات سیاسی و تأثیرات آن بر روی ارائه انرژی پایدار از جمله دلایلی هستند که بسیاری از سیاستمداران و متخصصین مباحث انرژی و محیط زیست را در حرکت به سوی ایجاد ساختاری نوین مبتنی بر امنیت ارائه انرژی، حفظ محیط زیست، ارتقاء کارایی سیستم انرژی وادار نموده‌است. بر این اساس هیدروژن یکی از بهترین گزینه‌ها جهت ایفای نقش حامل انرژی در این سیستم جدید ارائه انرژی می‌باشد.
هیدروژن به عنوان فراوان‌ترین عنصر موجود در سطح زمین به روش‌های مختلف قابل تولید می‌باشد. در یک سیستم ایدئال انرژی بر پایه هیدروژن با هدف تأمین امنیت ارائه انرژی، حفظ محیط زیست و ارتقاء کارایی سیستم انرژی، هیدروژن از الکتریسیته تولیدی از منابع تجدیدپذیر نظیر باد، خورشید، زمین گرمایی و نظایر آن تولید شده و پس از ذخیره‌سازی و انتقال به محل‌های مصرف، در کاربردهای مختلف از جمله تجهیزات الکترونیکی کوچک (میلی وات)، صنعت حمل و نقل و صنایع نیروگاهی قابل بکارگیری است. با این رویکرد بسیاری بر این باورند که سوخت نهایی بشر هیدروژن بوده و بشر درآینده‌ای نه چندان دور عصر هیدروژن را تجربه خواهد نمود.
از جمله ویژگی‌هایی که هیدروژن را از سایر گزینه‌های مطرح سوختی متمایز می‌نماید، می‌توان به فراوانی، مصرف تقریباً منحصر به فرد، انتشار بسیار ناچیز آلاینده‌ها، برگشت‌پذیر بودن چرخه تولید آن و کاهش اثرات گلخانه‌ای اشاره نمود. سیستم انرژی هیدروژنی به دلیل استقلال از منابع اولیه انرژی، سیستمی دایمی، پایدار، فناناپذیر، فراگیر و تجدیدپذیر می‌باشد و پیش‌بینی می‌شود که در آینده‌ای نه چندان دور تولید و مصرف آن به عنوان حامل انرژی به سراسر اقتصاد جهانی سرایت نموده و اقتصاد هیدروژنی تثبیت شود؛ با این وجود نباید انتظار داشت که هیدروژن در بدو ورود از نظر قیمتی بتواند با سایر حاملهای انرژی رقابت نماید. در آینده هیدروژن و پیلهای سوختی می‌توانند نقش محوری و کنترل‌کنندگی در آلودگی شهرها داشته باشند. عمل تبدیل انرژی شیمیایی موجود در هیدروژن به انرژی الکتریکی توسط پیل سوختی انجام می‌پذیرد که متناسب با کاربرد و خواص ساختاری آنها، پیل‌های سوختی خود به انواع مختلف تقسیم می‌شوند. در واقع اهمیت فناوری پیل سوختی در یک سیستم انرژی بر پایه هیدروژن (عصر هیدروژن) به گونه‌ای است که بسیاری آن را به لوکوموتیو قطار توسعه عصر هیدروژن تشبیه نموده‌اند. علاوه بر فناوری پیل سوختی به عنوان مصرف‌کننده هیدروژن در عصر هیدروژن، فناوریهای تولید، ذخیره‌سازی، عرضه و انتقال هیدروژن نیز از اجزاء اصلی ساختار انرژی این عصر خواهند بود.

## مشکلات بکارگیری هیدروژن در خودرو
- ذخیره‌سازی مقادیر کافی از هیدروژن نیاز به مخازن سوخت‌های عظیم دارد. ذخیره‌سازی هیدروژن به عنوان یک مایع برودتی مخازن نیاز به عایق حرارتی فوق‌العاده داشته و هزینه بسیار زیادی را به وجود خواهد آورد.
- ایمنی مخازن ذخیره‌سازی هیدروژن به گاز یا مایع (که شدیدا انفجاری است) وضرورت بازرسی دوره‌ای و صدور گواهینامه از افراد متخصص را باید به هزینه‌های ذخیره‌سازی اضافه نمود.
- هیدروژن به راحتی در دسترس ایستگاه‌های سوخت رسانی نیست، در دسترس بودن هیدروژن برای سوخت رسانی آسان نیاز به زیرساخت‌های بزرگ دارد.